# 新米科拉伊夫卡 (蘇梅區)
51°9′20″N 34°54′16″E / 51.15556°N 34.90444°E
新米科拉伊夫卡（烏克蘭語：Новомиколаївка）是位於烏克蘭東北部的村莊，由蘇梅州蘇梅區的霍廷市鎮負責管轄。該村距離沃多拉希、沃洛德米里夫卡、阿列克西伊夫卡和瓦拉奇内2公里，海拔高度194米，2001年人口133。